# Johnny Winter And
Johnny Winter And ist das vierte Studioalbum des amerikanischen Bluesrock-Musikers Johnny Winter.

## Hintergrund
Im Frühjahr 1970 trennte sich Johnny Winter von seinen Bandkollegen Tommy Shannon (Bass) und „Uncle“ John Turner (Schlagzeug), mit denen er seine ersten drei Studioalben eingespielt hatte, und formierte eine neue Band mit den ehemaligen Mitgliedern der Rockgruppe The McCoys, dem Gitarristen Rick Derringer, dem Bassisten Randy Jo Hobbs und dem Schlagzeuger Randy Zehringer. Damit ging eine deutliche Veränderung der musikalischen Ausrichtung auf das Hardrock-Genre einher.
Das im September 1970 von Columbia Records veröffentlichte Album enthält u. a. drei Eigenkompositionen von Johnny Winter sowie vier Musiktitel aus der Feder von Rick Derringer. Aufmerksamkeit erregte vor allem das virtuose Zusammenspiel der beiden Gitarristen Johnny Winter und Rick Derringer.
Das Album erreichte Platz 154 in den Billboard 200 Album-Charts und Platz 20 in den britischen Album-Charts.

## Titelliste
1. Guess I’ll Go Away (Johnny Winter) – 3:28
2. Ain’t That a Kindness (Mark Klingman) – 3:29
3. No Time to Live (Jim Capaldi, Steve Winwood) – 4:36
4. Rock And Roll, Hoochie Koo (Rick Derringer) – 3:31
5. Am I Here (Randy Zehringer) – 3:24
6. Look Up (Rick Derringer) – 3:34
7. Prodigal Son (Johnny Winter) – 4:18
8. On the Limb (Rick Derringer) – 3:36
9. Let the Music Play (Allan Nicholls, Otis Stephens) – 3:14
10. Nothing Left (Johnny Winter) – 3:30
11. Funky Music (Rick Derringer) – 4:54

## Besetzung
- Johnny Winter: Gitarre, Gesang
- Rick Derringer: Gitarre, Gesang
- Randy Jo Hobbs: Bass
- Randy Zehringer: Schlagzeug

## Rezeption
Fidel Beserra schrieb auf Blues Rock Review: „Es ist wohl sein am stärksten rockorientiertes Werk, bei dem die Blues-Elemente deutlich in den Hintergrund treten. Die Platte zeigt, dass Winter das Zeug zum reinen Rockstar hatte, wenn er diesen Weg eingeschlagen hätte. Das Album beginnt mit den knackigen Riffs und dem aggressiven Solo von ‚Guess I’ll Go Away‘, das auch eine der besten Gesangsleistungen von Winter enthält. Das grenzwertig kitschige ‚Rock and Roll, Hoochie Koo‘ ist dank seiner flammenden und doch eingängigen Gitarrenarbeit wohl der beste Song des Albums, während die gefühlvolle Ballade ‚Am I Here‘ mit reichlich harmonischem Gesang aufwartet. Dann kommt ‚Look Up‘ ins Spiel, das mit seinem vernichtenden Slide-Angriff einen Hauch von Blues beibehält, während die Ballade ‚Let The Music Play‘ durch ihre reichhaltigen Strukturen beeindruckt, die überraschenderweise Elemente von Soul und Popmusik aufweisen.“
Bruce Eder bewertete das Album auf Allmusic: „Anstelle der Ausrichtung auf Blues, wie auf seinen ersten beiden Alben, ging Winter hier mehr in Richtung Rock, sowohl beim Gesang als auch bei der Auswahl des Materials. Dies war harter Rock mit einem Hauch von Blues und hatte eine gewisse kommerzielle Glätte, die in seinen früheren Arbeiten fehlte. Derringers Präsenz als Gitarrist und Songschreiber sorgte dafür, dass Winters Bluesvirtuosität durch perfekt platzierte Gitarrenriffs ausgeglichen wurde, und die beiden Gitarristen ergänzten sich auch sonst perfekt. Es gab keinen einzigen schwachen Moment auf der Platte, und wenn Johnny Winter And kein großer kommerzieller Erfolg war, so lag das vor allem an der großen Konkurrenz durch andere, ebenso inspirierte Musiker, die damals dafür sorgten, dass Nummern wie die Winter-Originale ‚Prodigal Son‘ und ‚Guess I’ll Go Away‘ sowie das von Derringer mitverfasste Stück ‚Look Up‘ nicht die Wirkung hatten, die sie im Radio hätten haben sollen.“